# Vinary u Smidar
Vinary (deutsch Winar) ist eine Gemeinde in Tschechien. Sie liegt sieben Kilometer nordwestlich von Nový Bydžov und gehört zum Okres Hradec Králové.

## Geographie

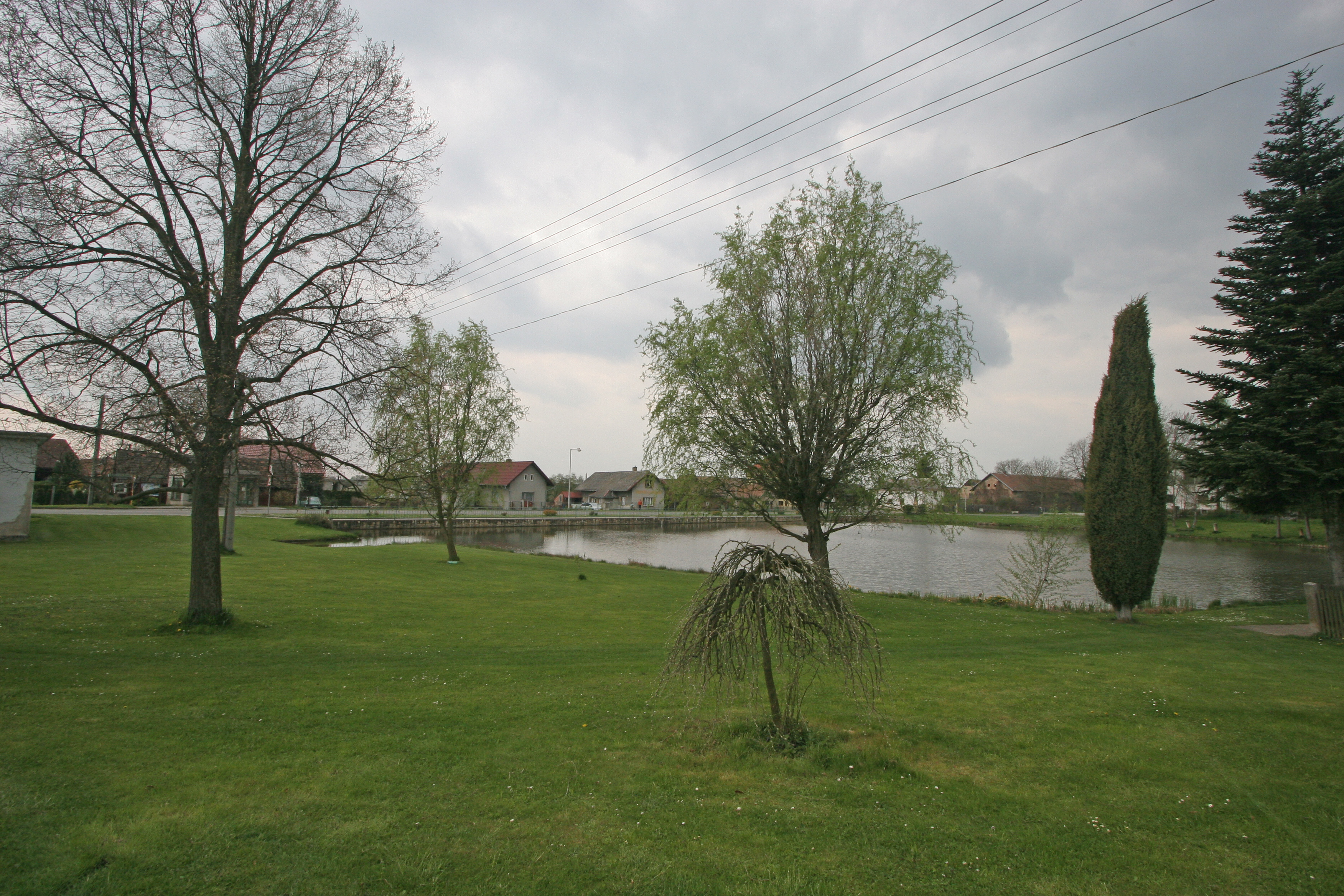
Dorfplatz mit Dorfteich

Vinary befindet sich auf der Ostböhmischen Tafel auf dem Sattel zwischen den Hügeln Homolka (286 m) und Vlčí hůrka (278 m). Durch den Ort führt die Staatsstraße 280 zwischen Kopidlno und  Hořice.
Nachbarorte sind Sběř und Hrobičany im Norden, Chotělice im Nordosten, Smidary und Smidarská Lhota im Osten, Křičov im Südosten, Starý Bydžov und Janovice im Süden, Hlušice im Südwesten sowie Sekeřice und Kozojídky.

## Geschichte
Die erste schriftliche Erwähnung von Vinary erfolgte im Jahre 1390 als Besitz des Bohuněk von Chotělice. Einige Quellen geben auch das nicht belegbare Jahr 1313 an. Der Name des Dorfes leitet sich vom Weinbau ab, am Südhang der Homolka befand sich früher ein Weinberg. In der Zeit der Hussitenkriege wechselten die Besitzer des Dorfes in rascher Folge und 1450 erfolgte eine Teilung des Ortes. Nach 1516 kauften die Herren von Pernstein die Güter in Vinary und schlossen sie ihrer Herrschaft Chlumetz an.
1545 wurde Vinary an Zachař von Pašiněves verkauft. Ab 1596 waren die Raschin von Riesenburg Besitzer von Vinary. Nach der Schlacht am Weißen Berg wurden die Güter der Brüder Johann und Adam Raschin zeitweilig konfisziert. 1628 verkaufte das Geschlecht Vinary an Albrecht von Waldstein. Nach dessen Ermordung gelangte das Dorf wieder an die Herrschaft Chlumetz. Im Zuge der Raabisation wurde das Gut Vinary in dem 1770er Jahren parzelliert.
Nach der Aufhebung der Patrimonialherrschaften bildete Vinary ab 1850 eine Gemeinde im Bezirk Nový Bydžov. Seit 1961 gehört Vinary zum Okres Hradec Králové. Im selben Jahre erfolgte auch die Eingemeindung von Janovice, Kozojídky und Smidarská Lhota.

## Gemeindegliederung
Die Gemeinde Vinary besteht aus den Ortsteilen Janovice (Janowitz), Kozojídky (Klein Kosojed), Smidarská Lhota (Lhota Smidar) und Vinary (Winar).

## Sehenswürdigkeiten
- Marienstatue am Dorfteich, errichtet 1893
- Steinernes Kruzifix von 1751, am Dorfteich
- Kapelle an einer Heilquelle bei Smidarská Lhota
- Statue des hl. Venantius in Smidarská Lhota